# Stanisław Bogusz (1890–1967)

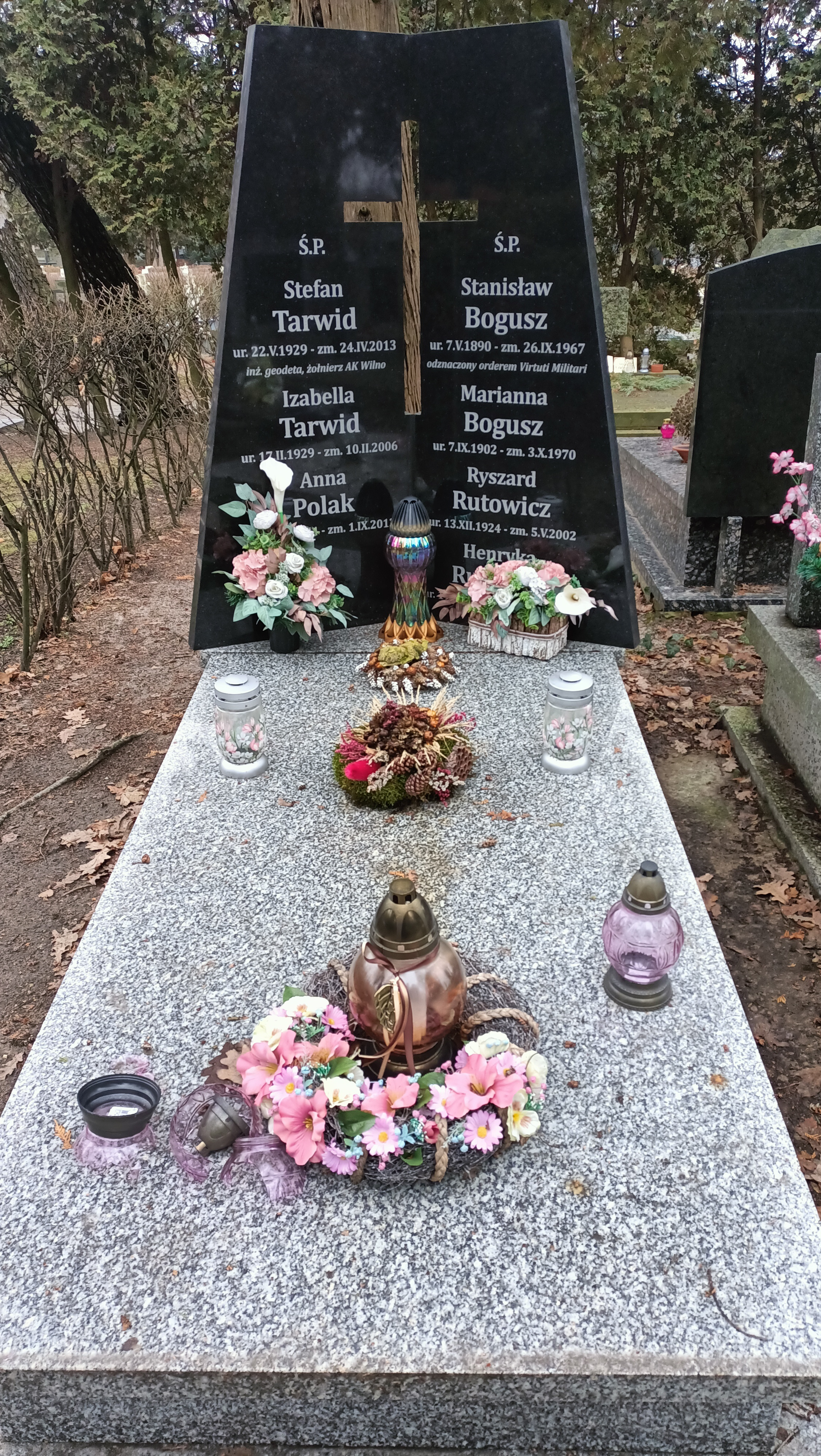
Grób Stanisława Bogusza na cmentarzu Wojskowym na Powązkach

Stanisław Bogusz (ur. 7 maja 1890 w Ołudzy, zm. 26 września 1967 w Warszawie) – żołnierz Wojska Polskiego na Wschodzie, podoficer Wojska Polskiego w II Rzeczypospolitej i Armii Krajowej, kawaler Orderu Virtuti Militari.

## Życiorys
Urodził się w rodzinie Wojciecha i Rozalii z Szubów. W 1905 ukończył szkołę powszechną w rodzinnej miejscowości i pracował w gospodarstwie rolnym rodziców, a następnie jako kelner. W latach 1906–1912 był członkiem Polskiej Partii Socjalistycznej.
W 1912 został powołany do armii rosyjskiej i wcielony do 8 pułku strzelców finlandzkich. Ukończył szkołę podoficerską, a w 1913 szkołę wywiadowczą. W szeregach armii rosyjskiej walczył na frontach I wojny światowej. Został mianowany zaurjad-praporszczykiem. Od 1917 był żołnierzem I Korpusu Polskiego gen. Józefa Dowbor-Muśnickiego. Został wyznaczony na dowódcę plutonu w 7 kompanii 2 pułku strzelców.
W 1920 wstąpił jako ochotnik do odrodzonego Wojska Polskiego i otrzymał przydział do 227 pułku piechoty w Częstochowie. W stopniu chorążego objął dowództwo 3 kompanii. Po reorganizacji na czele plutonu 7 kompanii 3 pułku strzelców podhalańskich walczył na froncie polsko-bolszewickim. We wrześniu 1920 pod Kuźnicą, przedarł się ze swym plutonem na tyły npla i porywając za sobą żołnierzy... wywołał panikę wśród szeregów przeciwnika. Za bohaterstwo w walce odznaczony został Krzyżem Srebrnym Orderu Virtuti Militari.
W grudniu 1920 został zdemobilizowany. Był członkiem współdziałającym Związku Strzeleckiego w Krzyżanowie. Pracował W Komisji Państwowego Monopolu Spirytusowego, a od 1933 w Zarządzie Miejskim Warszawy.
W okresie okupacji wstąpił do Związku Walki Zbrojnej.
Aresztowany i przesłuchiwany przez Gestapo. Zwolniony, walczył w powstaniu warszawskim.
Po wojnie pracował w budownictwie. Zginął tragicznie, pochowany na Cmentarzu Wojskowym na Powązkach (kwatera II B 24, rząd 4, grób 1).
Był żonaty z Marianną z Kasperczyków (1902–1970), z którą miał czworo dzieci: Wacława (ur. 1920), Henrykę Mariannę zamężną Rutowicz (1923–2009), Barbarę (ur. 1926) i Izabellę zamężną Tarwid (1929–2006).

## Ordery i odznaczenia
- Krzyż Srebrny Orderu Virtuti Militari nr 1542 – 11 maja 1921[5]
- Krzyż Świętego Jerzego I stopnia nr 1444[1]
- Krzyż Świętego Jerzego II stopnia nr 444[1]
- Krzyż Świętego Jerzego III stopnia nr 345[1]
- Krzyż Świętego Jerzego IV stopnia nr 436[1]